# Пірчине
Пі́рчине —  село в Україні, у Чернігівській селищній громаді Бердянського району Запорізької області. Населення становить 88 осіб (1 січня 2015). До 2016 орган місцевого самоврядування — Чернігівська селищна рада.
Село тимчасово окуповане російськими військами 24 лютого 2022 року.

## Географія
Село Пірчине знаходиться на берегах річки Сисикулак, вище за течією примикає селище Верхній Токмак Перший, нижче за течією на відстані 2 км розташований смт Чернігівка. Поруч проходить залізниця, станція Верхній Токмак I за 1,5 км.

## Історія
Заселення села пов'язане зі Столипінською аграрною реформою, коли в 1908 році чернігівці Пірко І. та ще два господарі заснували хутір, який назвали за прізвищем першого переселенця. У 1905 році біля села побудували водокачку, яка подавала воду на станцію В. Токмак. 
7 (20) листопада 1917 року, відповідно до Третього Універсалу Української Центральної Ради, увійшло до складу Української Народної Республіки. 
У 1921, з приходом радянської влади, переселенцям із Чернігівки було нарізано 25 наділів. У 1921–1922 роках населення голодувало й від голоду померло кілька осіб. У період колективізації розкуркулили одного заможного господаря, в якого був млин. У 1930 році в селі утворили колгосп ім. Чкалова. У голодомор 1932–1933 років загинуло 5 осіб. У період сталінських репресій було репресовано трьох жителів села. У 1927 році збудовано початкову школу. 
Напередодні війни в 1940 році в селі було приблизно 40 будинків і 120 жителів. На фронті воювало 20 жителів села, 7 з них загинуло. Галич С. П. повернувся з війни офіцером-орденоносцем. Після звільнення село стало шпиталем; місцеві жителі доглядали поранених; біля села розташовувався зенітний батальйон. Голод 1946–1947 років і тиф, який його супроводжував забрали життя кількох осіб. 
Після війни село відбудували, найбільше в ньому було розташовано 58 будинків. Жителі працювали на ст. В. Токмак і в Чернігівському колгоспі. У 1960 році було закрито місцеву школу.
12 червня 2020 року, відповідно до Розпорядження Кабінету Міністрів України від  № 713-р «Про визначення адміністративних центрів та затвердження територій територіальних громад Запорізької області», увійшло до складу Чернігівської селищної громади.
17 липня 2020 року після ліквідації Чернігівського району село увійшло до Бердянського району.

## Населення

### Мова
| українська мова | російська | молдовська |
| --------------- | --------- | ---------- |
| 89.83%          | 9.32%     | 0.85%      |